# Agylla laticilia
Agylla laticilia là một loài bướm đêm thuộc phân họ Arctiinae, họ Erebidae.